# 奥兰足球代表队
奧蘭足球代表隊（瑞典語：Ålands förbundslag i fotboll）是芬蘭奧蘭群島的正式足球代表隊。球隊由奥兰足球协会管理，并沒有加入國際足聯和歐足聯。
奥兰足球队主要参加島嶼運動會的比赛。奥兰主办了1991年和2009年的岛屿运动会。奥兰足球队在2009年时获得了银牌，在1989年和1993年获得了铜牌，在1991年和2011年排名第四。
奧蘭群島也有一个成功的足球俱乐部，瑪麗港體育會的足球队參加芬蘭足球超級聯賽的賽事，并赢得了2016年的联赛冠军。

## 外部連結
- 官方网站 （页面存档备份，存于） （瑞典文）
- National-Football-Teams.com （页面存档备份，存于） （英文）
- International Island Games Association （页面存档备份，存于） （英文）